# Арендсе, Андре
Андре Леандер Арендсе (африк. Andre Leander Arendse; род. 27 июня 1967, Кейптаун) — южноафриканский футболист, вратарь. Лучший вратарь в истории южноафриканского футбола. В настоящее время работает помощником главного тренера и тренером вратарей в клубе «Витс Юниверсити». Был владельцем «Суперспорт Юнайтед».

## Клубная карьера
Арендсе дебютировал в профессиональном футболе в 1991 году за «Аякс» из Кейптауна, который играл в ныне несуществующей лиге NSL. Позже он играл за такие клубы, как «Оксфорд Юнайтед», «Фулхэм» (оба Англия), «Сантос», «Мамелоди Сандаунз» и «Суперспорт Юнайтед».
Ушёл из футбола, когда в 2009 году «Суперспорт Юнайтед» стал чемпионом ЮАР. В мае 2013 года, когда все вратари «Витс Юниверсити» получили травмы, Андре пришлось вставать в ворота команды в двух матчах. Тем самым он установил рекорд, став самым возрастным игроком в Высшей лиги ЮАР, опередив Брюса Гроббелара.

## Международная карьера
Дебют за сборную ЮАР состоялся в 1995 году. Всего Арендсе провёл за сборную 67 матчей. Участник чемпионата мира 2002 года и Кубка конфедераций 1997 года. Участник четырёх Кубков африканских наций:1996, 2000, 2002 и 2004. Международную карьеру закончил в 2004 году.
На чемпионат мира 1998 года во Франции не смог попасть из-за травмы. Был заменён на Саймона Гопане.

## Достижения

### «Фулхэм»
- Чемпион Второго дивизиона Футбольной лиги: 1998/99

### «Суперспорт Юнайтед»
- Чемпион ЮАР: 2007/08, 2008/09